# Chane baure
Chane baure is een haft uit de familie Baetidae. De wetenschappelijke naam van de soort is voor het eerst geldig gepubliceerd in 2004 door Nieto.
De soort komt voor in het Neotropisch gebied.